# 伊马替尼
伊馬替尼（INN：imatinib），商品名 Gleevec 及 Glivec，是一種酪胺酸激酶抑制劑，用於治療慢性骨髓性白血病，胃腸道基質腫瘤等癌症，屬於第一代/舊一代標靶藥物。中文商品名為。
伊馬替尼由瑞士諾華公司研製銷售，最早是使用在有費城染色體易位的慢性骨髓性白血病，後來逐漸被發現對多種癌症有療效。到2011年，该药已被美國FDA批准用于治疗10种不同癌症。对于慢性骨髓性白血病，位於第9和22對的染色體各自斷裂一小段互換連接，造成骨髓細胞功能出現異常，大量製造不正常白血球，轉位的染色體又稱為「費城染色體」異常。伊马替尼可以有效地抑制費城染色體基因，使磷酸化反應無法被催化、染色體的功能喪失，从而抑制不正常的白血球增生。伊马替尼可与酪氨酸激酶活性位置结合，并阻止其活动。
通過伊馬替尼及有類似作用機制的相關藥物的開發，慢性粒細胞白血病患者的五年生存率提高近一倍，從1993年的31%，到2003年至2009年的59%（格列衛於2001年由美國食品藥品監督管理局FDA批准）。相比以前的藥物，伊馬替尼副作用较小，讓很多患者過上正常的生活。伊馬替尼治療患有胃腸道基質腫瘤平均存活接近5年，之前则是9至20個月。
伊馬替尼使慢性顆粒性细胞白血病患者的十年生存率從以前的不到50%，增加到了現在的90%左右，並且絕大多數患者可以正常工作和生活。
伊馬替尼是人类历史上第一个成功研制的小分子靶向药物。伊馬替尼的開發者布莱恩·德鲁克尔、尼古拉斯·莱登獲得了2009年美國拉斯克獎和2012年日本國際獎。
伊馬替尼於2001年獲美國批准用於醫療用途。它已列入世界衛生組織基本藥物標準清單之中。英國自2017年起開始有通用名藥物銷售。

## 醫療用途
伊馬替尼是用於治療慢性骨髓性白血病/慢性髓細胞性白血病（CML），胃腸道間質瘤（GIST）和一些其他惡性腫瘤。

### 慢性骨髓性白血病/慢性粒細胞白血病
美國食品藥物管理局（FDA）已批准無論是在成人或兒童，伊馬替尼作為一線治療費城染色體陽性慢性骨髓性白血病/慢性粒細胞白血病的药物。這種藥物被批准在多個費城染色體陽性CML病例，其中包括幹細胞移植後，緊急爆發危機的，新診斷的。第一代的伊馬替尼有多年臨床數據，廣為醫生所用。新一代/第二代治療藥物有「達沙替尼」及「尼洛替尼」，醫療效果更為顯著。
最新《歐洲白血病網絡（ELN）治療指引》顯示：
- 治療方案3個月, BCR-ABL 病變基因數量 ≤10%
- 治療方案6個月, BCR-ABL 病變基因數量 <1%
- 治療方案12個月, BCR-ABL 病變基因數量 ≤0.1%
- 治療方案36個月, BCR-ABL 病變基因數量 ≤0.0032% (即MR 4.5水平)的百分比

如採用標靶治療藥物方案未能達標及出現副作用，應及早與醫生討論，改變治療方案。
最新指引指出，若無法於三個月內達到指標，即可考慮轉用新一代標靶藥物例如尼洛替尼或達沙替尼作治療。

### 胃腸道間質瘤
2002年，美國FDA首次批准用於晚期GIST患者。2012年2月1日，伊馬替尼被批准用於手術切除後KIT陽性腫瘤，以幫助防止復發。這種藥物還批准用在不能手術切除的KIT陽性的GIST腫瘤。

### 其他疾病
美國食品藥物管理局已批准伊馬替尼用於治療成人復發或難治性費城染色體陽性的急性淋巴細胞白血病（Ph+ ALL），骨髓增生異常/骨髓增殖性疾病與血小板衍生的生長因子受體基因重組相關聯的，侵略性系統性肥大細胞增多症無或未知的D816Vc-KIT基因突變，增多綜合徵和/或慢性嗜酸粒細胞性白血病誰擁有FIP1L1-PDGFRα融合蛋白激酶（CHIC2等位基因缺失）或FIP1L1-PDGFRα融合蛋白激酶陰性或未知的，無法切除，復發和/或轉移性隆突性皮膚纖維。2013年1月25日，格列衛被批准用於兒童費城染色體陽性的急性淋巴細胞白血病（Ph+ ALL），治療進行性叢狀神經纖維瘤相關的第一型神經纖維瘤病，早期研究表明潛在的伊馬替尼用於使用所述的c-Kit酪氨酸激酶阻斷特性。

## 副作用
使用後最常見的副作用有噁心、嘔吐、腹瀉、頭痛、腿痛/痙攣、體液瀦留、視覺障礙、瘙癢性皮疹、抵抗力下降、瘀傷或出血、食慾不振、體重增加、血細胞數量減少（嗜中性白血球低下、血小板減少症、貧血）和水腫。

### 心臟毒性
報導指出某些人使用伊馬替尼與發生左心室功能障礙有關聯，有時甚至在沒有先前心臟病的情況下發展為充血性心力衰竭。 伊馬替尼的臨床試驗未報告心臟不良反應，但報告有顯著高發的外周水腫案例，其中一些病例被歸類為嚴重。
患者活檢化驗以及接受大劑量伊馬替尼的小鼠均表現出心臟毒性的細胞跡象。 心臟毒性作用似乎是由細胞質酪氨酸蛋白激酶ABL1受抑制所介導。

### 兒童生長抑制
多項針對人類和動物的研究表明如果青春期前的兒童使用伊馬替尼，可能會延緩正常的生長（更具體說是骨骼伸長），但部分兒童在青春期可能出現至少部分的追趕性生長。
導致這種副作用的原因尚不清楚，可能涉及到對生長激素（GH）相關途徑的干擾（青春期前的生長依賴GH，而青春期生長則由GH和性激素協同促進）。

### 色素沉著改變
使用伊馬替尼可能會導致頭髮變淺/脫色或變深/重新著色（和其他一些酪氨酸激酶抑制劑的情況相似）和/或皮膚以及牙齦色素沉著過度。 頭髮顏色改變的中位發病時間為治療開始後4週（但可能會在治療開始後一年內發生），與使用劑量有關聯，且在停藥或減量後可逆。
黑色素細胞表面表達的C-kit受體是伊馬替尼的生物學靶點之一。

## 禁忌症和注意事項
對伊馬替尼過敏是唯一已知不能使用伊馬替尼禁忌症。使用伊馬替尼需要謹慎的情況有：
- 肝功能損傷
- 嚴重充血性心力衰竭或左心室功能障礙的風險，尤其是合併其他疾病的患者
- 懷孕（具胚胎-胎兒毒性風險）
- 體液瀦留的風險
- 兒童或青少年生長發育遲緩的風險

## 過量
醫界伊馬替尼過量的臨床經驗有限。治療以支持療法為主。由於伊馬替尼在血漿中高度蛋白結合，透析對去除伊馬替可能無效。

## 作用機制

伊馬替尼作用機制

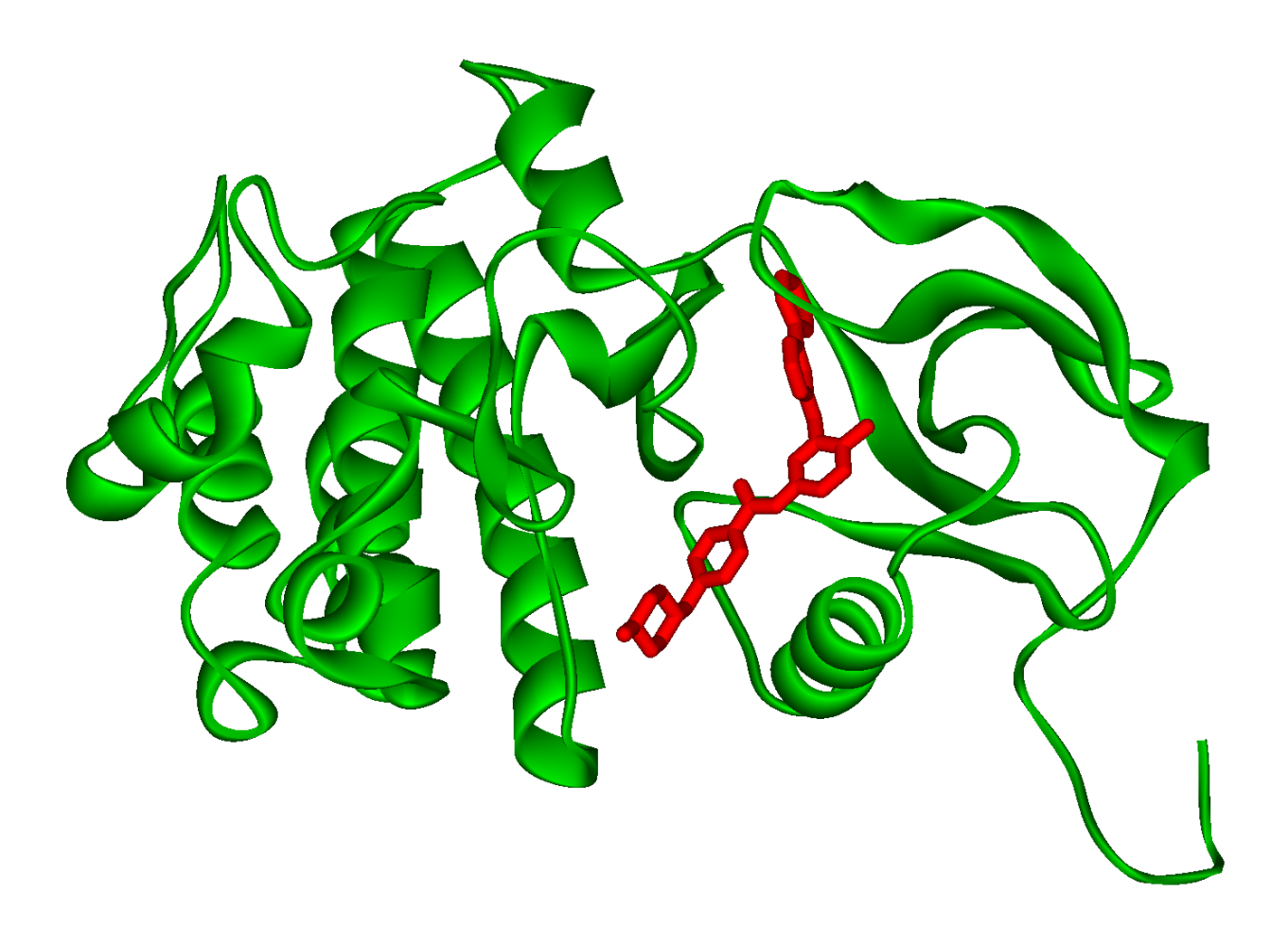
BCR-ABL酪胺酸激酶（綠色，BCR-ABL為一種融合基因，會產生一種異常的酪胺酸激酶蛋白），是導致慢性髓細胞性白血病（CML）的原因，可被伊馬替尼（紅色，小分子）抑制。

伊馬替尼是2-苯基氨基嘧啶衍生物，其功能如同若干酪氨酸激酶的特異性抑製劑。它佔據酪氨酸激酶（Tyrosine kinase，TK）活性部位，從而導致活性降低。有大量TK的酶在體內，包括胰島素受體。伊馬替尼特異於ABL（Abelson原癌基因）的激酶域，c-kit和PDGF-R（血小板衍生的生長因子受體）。慢性粒細胞白血病，費城染色體導致了ABL與BCR（斷點簇區）的融合蛋白，稱為BCR-ABL。由於這是現在一個組成型活性的酪氨酸激酶，伊馬替尼用於減少BCR-ABL活性。酪氨酸的活性部位激酶各自具有一個結合位點的ATP。由酪氨酸激酶催化的酶的酶活性是所述末端磷酸從ATP轉移至酪氨酸殘基上的基片，稱為蛋白酪氨酸磷酸化的一個過程。伊馬替尼通過結合ATP上接近BCR-ABL結合位點而工作，鎖死它以關閉或自抑制結構，因此抑制了酶的活性，該蛋白質的半競爭性。這一事實解釋了為什麼通過改變其平衡朝打開或活化其結構，許多BCR-ABL基因突變會導致抗伊馬替尼。伊馬替尼是相當有選擇性的BCR-ABL-它也抑制上述其它目標(c-kit和PDGF-R)。
簡單的說伊馬替尼的作用機制是對特異性酪氨酸激酶的ATP結合位點的競爭性和選擇性的封鎖，
例如，B.Abl,Bcr-Abl,c-Kit和PDGF-Rezeptor。通過此阻斷磷酸基團向基板轉印。
為了生存，細胞需要通過蛋白質信號(訊息傳遞)，讓他們活著。一些蛋白質在此訊息傳遞中使用磷酸基團作為「開」的開關。此磷酸基團是由酪氨酸激酶酶化加入。在健康的細胞中，這些酪氨酸激酶的酶化，根據需要被接通或關閉。在費城染色體陽性慢性顆粒細胞白血病細胞中，一個酪氨酸激酶，BCR-ABL，被粘貼在「開」位置，並不斷地加入磷酸基團。伊馬替尼阻止這種BCR-ABL酶，並停止不斷地加入磷酸基團。其結果是，這些細胞停止生長，甚至死亡。
由於BCR-ABL酪氨酸激酶的酶只存在於腫瘤細胞中，而不存在於正常細胞中，伊馬替尼的工作原理，作為標靶治療的一種形式，只有癌細胞通過伊馬替尼藥物而死亡。
在這方面，伊馬替尼是癌症治療中的第一個，顯示這種標靶作用，而經常被援引作為研究癌症治療的一個範例。

## 藥物動力學
當給予伊馬替尼經口服被迅速吸收，並且有非常高的生物可利用度（口服劑量的98％到達血液中）。伊馬替尼的代謝發生在肝臟，藉由幾個同工酶的細胞色素P450系統的調節，包括在較小程度上和CYP3A4、CYP1A2，CYP2D6，CYP2C9、CYP2C19。其主要代謝產物「N去甲基哌嗪衍生物」，也很活躍。排除的主要途徑是在膽汁和糞便；只有一小部分的藥物在尿中排泄。大多數伊馬替尼作為代謝產物被消除；只有25％以不變的型式被消除。伊馬替尼及其主要代謝物各自的半衰期是18至40小時。

## 歷史
伊馬替尼於1990年代末通過在汽巴 - 嘉基的科學家（在1996年它與山德士合併成為諾華公司）發明。這由生物化學家尼古拉斯·萊登領導的團隊，這包括伊麗莎白布奇丹格和於爾格·齊默爾曼，和用其治療慢性粒細胞白血病的俄勒岡健康與科學大學的腫瘤學家德魯克驅動。
其他主要的貢獻是由卡洛斯甘巴科爾蒂-帕瑟里尼，醫生和科學家，在血液學科，意大利米蘭比可卡大學。約翰·戈德曼在英國，倫敦哈默史密斯醫院。後來就是斯隆· 凱特琳癌症紀念中心的查爾斯·索耶斯。在德魯克醫師率領下的臨床試驗，確認其在慢性顆粒性白血病的療效。
伊馬替尼是通過合理的藥物設計開發的。其後發現了費城染色體突變和過度活躍BCR-ABL蛋白，研究者篩選化學庫找到一種藥物，會抑制蛋白質。隨著高效篩選，他們發現2-苯基氨基嘧啶。然後對這個配体進行了測試，並通過引入甲基和苯甲酰胺基的修飾以賦予它增強結合性能，從而產生伊馬替尼。

## 藥物合成

合成伊馬替尼的流程。

## 交互作用
因為伊馬替尼主要由肝臟酶CYP3A4代謝，影響這種酶的活性的物質，會改變藥物的血漿濃度(簡稱CYP3A4抑制劑)。一個例子酮康唑增加伊馬替尼活性，因此有阻斷CYP3A4的副作用，同樣伊曲康唑、克拉黴素、氯黴素、利托那韋、奈法唑酮和柚子汁等等也是如此，相反的像利福平和聖約翰草降低了藥物的活性，因此會冒著治療失敗的風險。伊馬替尼還充當CYP3A4、2C9和2D6的抑製劑，增加了一些其它藥物如辛伐他汀、環孢素、匹莫齊特、華法林、美托洛爾以及可能對乙醯氨基酚的血漿濃度。該藥物通過未知的機理也減少左旋甲狀腺素鈉的血漿水平。就像其他的免疫抑制剂，施用活疫苗是禁忌。

## 社會與文化

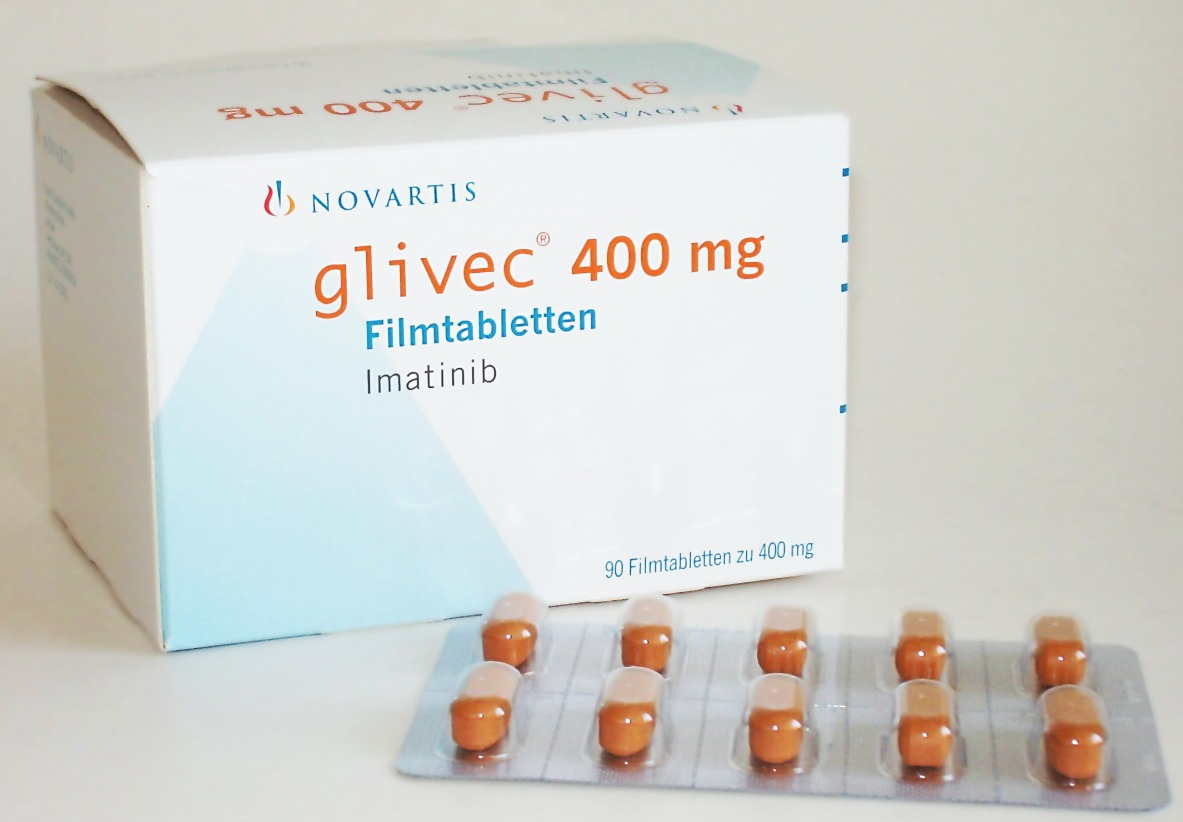
在德國販賣的400毫克的Glivec片劑

### 經濟學
有超過100位癌症專家於2013年在醫學期刊《血液》上發表一封信，指出許多新型癌症藥物（包括伊馬替尼）的價格高得令人望而卻步，讓美國患者無力負擔，且這類藥物價格和利潤水平之高已到不符道德標準的地步。 參與簽署的人包括伊馬替尼的研發者布萊恩·德魯克爾、卡洛·甘巴科爾蒂-帕塞里尼和約翰·高曼。他們提出伊馬替尼參考當時的標準治療藥物 - 干擾素的價格來制定售價，於2001年的一年索價為30,000美元（相當於2023年的51,622美元），諾華製藥以此價格將可在兩年內收回其最初的開發成本。他們提起當伊馬替尼無意間成為暢銷藥後，諾華製藥在2012年更將一年用藥價格提高到92,000美元（相當於2023年的122,098美元），當年公司該藥物銷售金額達到47億美元。 也有其他醫生同樣對這種價格表示不滿。
根據一份分析報告，此藥物到2016年的平均一年用藥批發價已上升至120,000美元（相當於2023年的152,346美元）。 而競爭新藥上市時的定價更高，諾華製藥隨之也提高其產品的價格。
一項由必治妥施貴寶製藥於2012年資助的經濟分析估計中，提起接受伊馬替尼治療的患者可延長7.5年至17.5年的預期壽命。
Gleevec100毫克片劑一片的國際價格為20至30美元之間，其通用名藥物（學名藥）價格便宜，可低至每片僅2美元。

### 諾華公司在印度的專利訴訟
諾華公司1998年在印度為伊馬替尼的專利權提出了訴訟，當時印度已同意加入世界貿易組織（WTO），並應由與貿易有關的知識產權協定（TRIPS）協議下的全球知識產權標準做為約束。諾華公司打了七年有爭議的法律戰，並採取了各种方式，在各種的情況下向印度最高法院抗辯。
根據印度專利法，2005年之前，印度只對藥物製造方法授予專利，而對藥物本身的化學成分並不授予專利。因此，在其他國家取得專利的藥物，印度公司可以通過其他生產方法生產較便宜的仿製版本。
根據世界貿易組織知識產權的有關條款，從2005年1月1日起，作為WTO成員國的印度應該結束過渡期，修改專利法，並開始給藥品的化學成分授予專利。
印度專利法修改之後，諾華公司生產的抗癌藥Gleevec（格列衛）在印度提出專利申請。然而，印度專利局於2006年1月拒絕了諾華的申請，理由是此藥為"已知物質的新形式"。 2006年5月，諾華就印度專利局的決議，向印度高等法院提出訴狀，並對印度專利法提出異議，認為印度專利法違反了WTO知識產權的相關規定。
根據印度製藥公司Cipla的報告，1998年該公司仿製生產的三種外國專利藥的複合製劑，在3年內5次降價，成為南非、巴西、泰國等國進口藥品的主要來源。目前，美國上市的17種抗艾滋病藥品，均已被該公司仿製。
此案在發達國家也引起了高度關注。2007年1月23日，為了觀察此案對國際社會的影響，歐洲議會就諾華訴印度政府一案舉行聽證會。來自不同政黨的歐洲議會議員、諾華公司駐歐盟代表、歐洲仿製藥企業聯盟代表、國際醫療人道救援組織無國界醫生、國際樂施會等組織的代表共40餘人參加了聽證。
聽證會上，諾華提出自己的申訴理由，認為這是一個知識產權保護的問題，而不是藥物可及性的問題。諾華可通過捐贈使患者得到格列衛。诺华称事實上，印度國內，在捐贈項目範圍中的慢粒白血病患者，已經有99%的人獲得免費的格列衛。諾華的捐贈項目已經為超過6600名印度患者和全球80個國家的19,000名患者提供了免費的格列衛。
國際專利法允許一國在特殊情況下實行專利強制許可（Compulsory license），對這種藥品進行仿製。
印度最高法院2013年判决維持印度專利局拒絕專利申請的决定。

## 其他
2018年7月在中國大陸上映的電影《我不是藥神》，电影改编自于2015年发生的陆勇案，片中虛構的藥物「格列寧」即為伊马替尼。

## 外部連結
- . National Cancer Institute. 2006-10-05  [2025-01-31]. （原始内容存档于2020-01-08）.

Template:Piperazines